# Pokolj u Kulen Vakufu 1941.
Pokolj u Kulen Vakufu 6., 7. i 8. rujna 1941. je napad na jedno od zadnjih područja koje nije bio nastanjeno etničkim Srbima u području zahvaćenom srpskim narodnim ustankom u Lici i obližnjim krajevima BiH 1941. godine. Napad je bio organiziran s ciljem da se posve eliminira muslimansko žiteljstvo Kulen Vakufa i okolnog kraja, koje je štitila manja domobranska posada.
Smatra se da su ustaničke snage, koje su zajedno vodili komunisti i četnici, pobile nakon napada oko 2 i pol tisuće zarobljenih muškaraca, žena i djece. Preostalo stanovništvo Kulen Vakufa i ne-srpskih sela iz tog kraja se do kraja rata nije vratilo.
Prema zapisima osoba iz tog kraja koje su sudjelovale u partizanskim snagama, pokolju kojega su počinili srpski ustanici prethodili su pokolji koje su u srpskim selima u istom kraju počinili ustaše.

## Tijek događaja
Lička brigada domobranstva NDH, čiji je stožer bio u Bihaću, bila je pokrenula akciju kojom je planirano aktivnostima u razdoblju od 17. do 20. kolovoza 1941. deblokirati Kulen Vakuf. Nakon borbi u Pištalskoj Dragi 19. kolovoza, ta je akcija obustavljena, te deblokada nije uspjela. Kulen Vakuf je branila jedna domobranska satnija, a žitelji obližnjih sela Ćukovi i Orašac su branili svoja sela od ustanika, koji su nastojali "očistiti" to područje od svih stanovnika koji nisu bili Srbi.
Zbog priljeva izbjeglica iz okolnog područja - muslimana iz Ljutoćke doline (Ćukovi, Orašac, Klisa), te Hrvata iz Borićevca bilo je u mjestu pored 2.000 stanovnika Kulen Vakufa još oko 3.100 stanovnika tih okolnih područja. Procjenjujući da nije moguće dalje održati obranu mjesta, zapovjednik domobranske posade satnik Blagomir Veber donosi odluku o evakuaciji prema Bihaću. U tu svrhu formira zbjeg na čijem se čelu nalaze naoružani domobrani i mještani, a za njima je slijedilo nenaoružano stanovništvo. Prvi iza domobrana su išli stanovnici Ćukova, potom Orašca, Klise i na kraju Kulen Vakufa. Izbjeglice iz Borićevca su bili izmiješani sa stanovnicima drugih mjesta. Veliki dio zbjega sačinjavala su kola s konjskom zapregom na kojima su bili članovi domaćinstava, starije osobe, djeca, a putem su se punila i ranjenicima. 
Kad su ustanici ušli u grad 6. rujna, on je bio prazan. U gradu su ostala tri mladića SKOJ-evca Vakufljanina koji su uzeli komad crvenog platna i objesili na minaret gradske džamije želeći s crvenom zastavom dočekati ustanike. Ova trojica su jedva izvukli živu glavu, jer su ustanici iz obližnjih sela naumili klati "Turke"; ustanici koji su došli iz Like su uspjeli spasiti ovu trojicu SKOJ-evaca.
Gerilci su zauzeli Kulen Vakuf, a za komandanta mjesta imenovan je Đoko Jovanić, kasniji general JNA. 
Glavnina ustaničkih snaga krenula je za zbjegom koji su sustigli na Prkosima, visoravni desetak kilometara od Kulen Vakufa u pravcu Bihaća. Zbjeg je krenuo ujutro iz Kulen Vakufa pravcem Ćovka – Prkosi – Ripač. Na Ćovki su ustanici iskopali jarak na šumskom putu i time onemogućili prolazak konjskih zaprega. Mještani su put nastavljali pješice; naoružano čelo kolone i prvi dio zbjega uspjeli su se probiti kroz ustanički obruč i preko Ripča doći do Bihaća. Tako je oko polovica zbjega dospjela do Bihaća, dok su preostalu polovicu na Prkosima opkolili i zarobili ustanici, koji su ih potom poveli natrag u Kulen Vakuf. 
Ubijanja civila počela su već na Prkosima. Oko 400-500 žena i djece ubijeno je u obližnjem šumarku, a oko 70 muškaraca smaknuto je nad nedalekom jamom. Ostatak od oko 2,5 tisuća civila vraćen je u Kulen Vakuf. Oni su podijeljeni u nekoliko grupa. Oko 400-500 muškaraca odvedeno je na središnji gradski trg gdje su držani pod stražom. Oko 900 civila – žena, djece i staraca odveden je u Hanžića grahorište, lokalitet pored Kulen Vakufa i tamo poubijani, oko 400-500 civila, opet žene i djeca, odvedeno je u prostor bivše policijske stanice na Vakufskom buku gdje su im neki ustanici koji su došli iz Like i pokušali pružiti bar nekakvu zaštitu; ipak ih je oko polovine pobijeno. Zarobljene su muškarce iz Kulen Vakufa gerilci vezane sproveli u Martin Brod (udaljen oko 12 km) i tamo zaklali. Od oko 3.000 uhvaćenih ljudi iz zbjega pobijeno je, smatra se, njih između 2.300 i 2.500.

## Poslije pokolja
Nakon desetak dana pustošenja mjestom, ustanici su se povukli u planine; stanovništvo se potom u Kulen Vakuf nije vratilo do kraja rata. Život se u Kulen Vakuf vratio vrlo polako i samo djelomično nakon rata: Gradska džamija, kao simbol normalnog funkcioniranja života, obnovljena je tek 1980. godine, punih 39 godina nakon zločina. Nažalost, nije bila dugog vijeka - već 1992. je bila ponovo uništena od strane srpskih snaga u Ratu u Bosni i Hercegovini 1990.-ih, u novom etničkom čišćenju tog područja.
Istaknuti vođe ustanka iz redova komunista poslije rata su ponavljali priču o Kulen Vakufu i okolnim selima kao jakom "ustaškom uporištu", makar su mjesto branili domobrani i samo jedan dio mještana. Također se pričalo o teškim borbama za "oslobođenje" mjesta, makar se operacija u suštini svodila na proganjanje zbjega i pokolj civila. Zapovjednik ustanika u Kulen Vakufu Đoko Jovanić postao je kasnije general JNA i ađutant Josipa Broza Tita. Stojan Matić koji zapovijedao napadom na Ćukove i Orašac, za svoje sudjelovanje u tim akcijama odlikovan je ordenom narodnog heroja. Još jedan od zapovjednika ustanika u toj akciji, Nikola Kranović, postao je general i zapovjednik kopnene vojske JNA. O pokolju - gdje se bilježi čak klanje trudne žene kojoj je rasporena utroba - se u desetljećima komunističke vladavine nije smjelo govoriti.

## Vanjske poveznice
- MASAKR OKO 2.300 PRETEŽNO MUSLIMANA CIVILA U KULEN VAKUFU OD STRANE PARTIZANSKO-ČETNIČKIH POSTROJBI 1941., "komunistickizlocini.net", 21. lipanj 2016.
- Uz knjigu dr. Muje Begića „Zločini ustanika u Ljutočkoj dolini 1941. godine“: Djelo koje otvara puteve narodne katarze  Arhivirana inačica izvorne stranice od 11. kolovoza 2018. (Wayback Machine), Cazin.net, 11. kolovoza 2018.
- U Kulen Vakufu ustanici 1941. godine pobili 2.000 muslimana i Hrvata Aljazeera.net, Max Bergolz, 5. svibnja 2019.
- Zločini ustanika u Ljutočkoj dolini 1941. godine, Mujo Begić, Institut za istraživanje zločina protiv čovječnosti i međunarodnog prava Univerziteta u Sarajevu, 2013.  Arhivirana inačica izvorne stranice od 21. travnja 2021. (Wayback Machine)
- "O nama - prešućena istina", Abas Mušeta. Prezentacija knjige. "Bosanjska Knjiga", Sarajevo. Pristupljeno 9. studenog 2021.
- "AKTUELNO: GODIŠNJICA STRADANJA BOŠNJAKA KULEN VAKUFA 1941. GODINE"  Arhivirana inačica izvorne stranice od 9. studenoga 2021. (Wayback Machine), RTV USK, 8. rujna 2020. Pristupljeno 9. studenog 2021.